# Celles (Siero)
Celles (en asturiano Ceis y oficialmente Celles / Ceis) es una parroquia del concejo de Siero, en el Principado de Asturias (España). Alberga una población de 271 habitantes (INE 2024) en 101 viviendas. Ocupa una extensión de 3,55 km².
Está situada en la zona central del concejo. Limita al norte con la parroquia homónima perteneciente al vecino concejo de Noreña; al noreste con la parroquia de Muñó; al este, con la de Vega de Poja; al sur, con la de Pola de Siero; al suroeste con la de La Carrera; y al oeste con la de Anes.

## Poblaciones
Según el nomenclátor de 2011 la parroquia está formada por las poblaciones de:
- La Belga (casería): 47 habitantes.
- Faedo (El Faéu en asturiano) (casería): 15 habitantes.
- Lavandera (Llavandera) (casería): 69 habitantes.
- Otero (L'Otero) (casería): 76 habitantes.
- Pando (casería): 10 habitantes.
- La Rebollada (La Rebollá) (casería): 7 habitantes.
- Santianes (casería): 21 habitantes.
- Sarrapicón (Serrapicón) (casería): 1 habitante.

En la zona conocida como La Torre, dentro de Lavandera, se encuentra el denominado como Palacio de la Torre de Celles, una de las obras más notables del barroco asturiano. Fue mandado construir en 1673 por Pedro Argüelles-Celles y Valdés, deán de la catedral de Santiago de Compostela, como ampliación de una torre bajo medieval, siendo su arquitecto el cántabro Diego González de Gajano.